# Amaurobius caucasicus
Espèce
Amaurobius caucasicus est une espèce d'araignées aranéomorphes de la famille des Amaurobiidae.

## Distribution
Cette espèce est endémique de Géorgie. Elle se rencontre vers Lagodekhi.

## Description
Les mâles mesurent en moyenne 6,00 mm.

## Étymologie
Son nom d'espèce lui a été donné en référence au lieu de sa découverte, le Caucase.

## Publication originale
- Marusik, Otto & Japoshvili, 2020 : Taxonomic notes on Amaurobius (Araneae: Amaurobiidae), including the description of a new species. Zootaxa, no 4718(1), p. 47-56.